# Warna (gmina)
Warna (bułg. Община Варна) – gmina w północno-wschodniej Bułgarii, w obwodzie Warna.

## Miejscowości
Miejscowości wchodzące w skład gminy Warna:
- Kamenar (bułg. Каменар),
- Kazaszko (bułg. Казашко),
- Konstantinowo (bułg. Константиново),
- Topoli (bułg. Тополи),
- Warna (bułg. Варна) − siedziba gminy,
- Zwezdica (bułg. Звездица).